# Klaus-Jörg Ruhl
Klaus-Jörg Ruhl (* 1945 in Meiningen) ist ein deutscher Historiker.

## Leben
Ruhl studierte Geschichte, Politische Wissenschaften und Kunstgeschichte an der Philipps-Universität Marburg und der Albert-Ludwigs-Universität Freiburg. 1974 wurde er bei Andreas Hillgruber an der Philosophischen Fakultät der Universität Freiburg mit der Dissertation Spanien im Zweiten Weltkrieg. Franco, die Falange und das Dritte Reich zum Dr. phil. promoviert. Er habilitierte sich mit der Arbeit Verordnete Unterordnung. Berufstätige Frauen zwischen Wirtschaftswachstum und konservativer Ideologie in der Nachkriegszeit (1945–1963). Danach war er Privatdozent am Historischen Seminar. Ruhl ist Autor und Herausgeber zahlreicher Bücher.
Seine Forschungsschwerpunkte sind die spanische Geschichte und die deutsche Geschichte im 20. Jahrhundert.

## Schriften (Auswahl)
- Spanien im Zweiten Weltkrieg. Franco, die Falange und das Dritte Reich (= Historische Perspektiven. Bd. 2). Hoffmann und Campe, Hamburg 1975, ISBN 3-455-09186-5.
- Die Besatzer und die Deutschen. Amerikanische Zone 1945–1958. Ein Bild-Text-Band. Droste, Düsseldorf 1980, ISBN 3-7700-0561-9.
- Brauner Alltag. 1933–1939 in Deutschland (= Fotografierte Zeitgeschichte). Droste, Düsseldorf 1981, ISBN 3-7700-0585-6.
- (Hrsg.): Neubeginn und Restauration. Dokumente zur Vorgeschichte der Bundesrepublik Deutschland 1945–1949 (= dtv-Dokumente. Bd. 2932). dtv, München 1982, ISBN 3-423-02932-3.
- Der spanische Bürgerkrieg. Literaturbericht und Bibliographie. 2 Bände, Bernard und Graefe, München 1982/88.
  - Band 1: Der politische Konflikt (= Schriften der Bibliothek für Zeitgeschichte. Bd. 22). 1982, ISBN 3-7637-0224-5.
  - Band 2: Der militärische Konflikt (= Schriften der Bibliothek für Zeitgeschichte. Bd. 26). 1988, ISBN 3-7637-0225-3.
- (Hrsg.): Deutschland 1945. Alltag zwischen Krieg und Frieden in Berichten, Dokumenten und Bildern (= Sammlung Luchterhand. Bd. 514). Luchterhand, Darmstadt u. a. 1984, ISBN 3-472-61514-1.
- (Hrsg.): Unsere verlorenen Jahre. Frauenalltag in Kriegs- und Nachkriegszeit 1939–1949 in Berichten, Dokumenten und Bildern (= Sammlung Luchterhand. Bd. 580). Luchterhand, Darmstadt u. a. 1985, ISBN 3-472-61580-X.
- Spanien-Ploetz. Spanische und portugiesische Geschichte zum Nachschlagen. Ploetz, Freiburg u. a. 1986, ISBN 3-87640-306-5.
- (Hrsg.): Frauen in der Nachkriegszeit, 1945–1963 (= dtv-Dokumente. Bd. 2952). dtv, München 1988, ISBN 3-423-02952-8.
- Verordnete Unterordnung. Berufstätige Frauen zwischen Wirtschaftswachstum und konservativer Ideologie in der Nachkriegszeit (1945–1963). Oldenbourg, München 1994, ISBN 3-486-56072-7.
- mit Laura Ibarra García: Kleine Geschichte Mexikos. Von der Frühzeit bis zur Gegenwart (= Beck'sche Reihe. Bd. 1366). Beck, München 2000, ISBN 3-406-42166-0.